# Посланица Јеврејима
Посланица Јеврејима (грч. Πρὸς Ἑβραίους — Јеврејима) је једна од књига Новога завета и Библије. Ова посланица заузима посебно место међу списима Новог завета. Библијска скраћеница књиге је Јев.

## Аутор
Премда неки ауторство приписују апостолу Павлу, већина модерних теолога сматра да је аутор анониман и непознат.
Она не почиње Павловим спомињањем попут осталих посланица које је написао апостол Павле. Разликује се и у стилу. Из текста се може закључити да је писац мушкарац, да је познавао Павлова сарадника Тимотеја (Јев 13,23) и да је писао из Италије (Јев 13,24). Сматра се да је написана између 60. и 100. године. Намењена је одређеној скупини људи, Јеврејима преобраћенима у хришћанство, који су живели у граду (Јев 13,14) те били прогоњени: „Опомињите се пак првијех дана својијех, у које се просвијетлисте и многу борбу страдања поднесосте, Које поставши гледање са срамота и невоља, а које поставши другови онима који живе тако.“ (Јев 10,32-33).